# Abdoulaye Diagne-Faye
Abdoulaye Diagne-Faye (ur. 26 lutego 1978 w Dakarze) – senegalski piłkarz grający na pozycji środkowego obrońcy lub defensywnego pomocnika. Posiada także obywatelstwo francuskie.

## Kariera klubowa
Diagne-Faye urodził się w stolicy Senegalu, Dakarze. Piłkarską karierę rozpoczął w klubie z miasta Louga, ASEC Ndiambour. W 1998 roku zadebiutował w pierwszej lidze senegalskiej. W 1999 roku zdobył z nim Puchar Senegalu. W 2001 roku przeszedł do innego pierwszoligowego klubu, Jeanne d’Arc Dakar. W 2002 roku wywalczył z nim mistrzostwo Senegalu.
Latem 2002 po wywalczeniu mistrzostwa Abdoulaye wyjechał do Francji, a jego pierwszym klubem w tym kraju został RC Lens, gdzie był drugim Senegalczykiem obok Papy Bouby Diopa. W Ligue 1 zadebiutował 3 sierpnia w zremisowanym 1:1 spotkaniu z SC Bastia. W 90. minucie spotkania dostał czerwoną kartkę. W swoim pierwszym sezonie zaliczył 16 spotkań (8. miejsce Lens w lidze), a także 4 spotkania w fazie grupowej Ligi Mistrzów. W sezonie 2003/2004 także zajął z Lens 8. pozycję w lidze, a latem 2004 wypożyczono go do beniaminka FC Istres. W Istres grał w podstawowym składzie, jednak zespół zajął ostatnie miejsce i spadł do Ligue 2.
W 2005 roku Diagne-Faye trafił na roczne wypożyczenie do angielskiego Boltonu Wanderers. W Premiership zadebiutował 24 sierpnia w wygranym 2:0 meczu z Newcastle United. W Boltonie od początku sezonu występował w pierwszym składzie. W grudniowym meczu z Arsenalem (2:0) zdobył pierwszą bramkę na angielskich boiskach. Wystąpił w fazie grupowej Pucharu UEFA i doszedł do 1. rundy. W lidze zajął 8. miejsce. Latem 2006 Bolton wykupił Senegalczyka z Lens za 3 miliony euro. W sezonie 2006/2007 zakończył z „The Trotters” 7. pozycję w Premiership.
31 sierpnia 2007 Abdoulaye podpisał trzyletni kontrakt z Newcastle United. Kosztował 2 miliony funtów, a w jego barwach pierwszy mecz zaliczył 17 września. Newcastle przegrało w nim 0:1 z Derby County. W Newcastle grał tylko przez jeden sezon i nie zawsze był członkiem wyjściowej jedenastki.
15 sierpnia 2008 Diagne-Faye został zawodnikiem beniaminka Premiership, Stoke City. Kosztował 2,25 miliona funtów i podpisał z tym klubem trzyletni kontrakt. W barwach Stoke po raz pierwszy wystąpił 23 sierpnia przeciwko Aston Villi (3:2). Graczem Stoke był do 2011 roku. W kolejnych latach występował w zespołach West Ham United oraz Hull City, a także w malezyjskim Sabah FA, gdzie w 2015 roku zakończył karierę.
| Sezon   | Klub               | Kraj    | Rozgrywki             | Mecze | Bramki |
| ------- | ------------------ | ------- | --------------------- | ----- | ------ |
| 1998/99 | ASEC Ndiambour     | Senegal | 1. liga               | ?     | ?      |
| 1999/00 | ASEC Ndiambour     | Senegal | 1. liga               | 29    | 4      |
| 2000/01 | ASEC Ndiambour     | Senegal | 1. liga               | 30    | 4      |
| 2001/02 | Jeanne d’Arc Dakar | Senegal | 1. liga               | 32    | 4      |
| 2002/03 | RC Lens            | Francja | Ligue 1               | 16    | 0      |
| 2003/04 | RC Lens            | Francja | Ligue 1               | 19    | 0      |
| 2004/05 | FC Istres          | Francja | Ligue 1               | 28    | 0      |
| 2005/06 | Bolton Wanderers   | Anglia  | Premier League        | 27    | 1      |
| 2006/07 | Bolton Wanderers   | Anglia  | Premier League        | 32    | 2      |
| 2007/08 | Bolton Wanderers   | Anglia  | Premier League        | 1     | 0      |
| 2007/08 | Newcastle United   | Anglia  | Premier League        | 22    | 1      |
| 2008/09 | Stoke City         | Anglia  | Premier League        | 36    | 3      |
| 2009/10 | Stoke City         | Anglia  | Premier League        | 31    | 2      |
| 2010/11 | Stoke City         | Anglia  | Premier League        | 14    | 1      |
| 2011/12 | West Ham United    | Anglia  | Championship          | 29    | 0      |
| 2012/13 | Hull City          | Anglia  | Championship          | 31    | 4      |
| 2013/14 | Hull City          | Anglia  | Premier League        | 3     | 0      |
| 2014    | Sabah FA           | Malezja | Malaysia Super League | ?     | ?      |
| 2015    | Sabah FA           | Malezja | Malaysia Super League | ?     | ?      |

## Kariera reprezentacyjna
W reprezentacji Senegalu Diagne-Faye zadebiutował w 2002 roku. W 2004 roku zaliczył swój pierwszy turniej o Puchar Narodów Afryki. Z Senegalem dotarł do ćwierćfinału. W 2006 roku wystąpił w Pucharze Narodów Afryki 2006 i zajął na nim 4. pozycję. W 2008 roku Henryk Kasperczak powołał go na Puchar Narodów Afryki 2008.